# Aaron Botterman
Aaron Botterman (ur. 1 maja 1994) – belgijski lekkoatleta specjalizujący się w biegach średnich.
Latem 2013 został w Rieti wicemistrzem Europy juniorów w biegu na 800 metrów.
Rekordy życiowe: bieg na 800 metrów (stadion) – 1:46,17 (19 lipca 2014, Heusden-Zolder); bieg na 800 metrów (hala)  1:47,94 (20 lutego 2019, Düsseldorf).

## Osiągnięcia
| Rok  | Impreza                        | Miejsce   | Konkurencja        | Pozycja    | Wynik   |
| ---- | ------------------------------ | --------- | ------------------ | ---------- | ------- |
| 2013 | Mistrzostwa Europy juniorów    | Rieti     | bieg na 800 metrów | 2. miejsce | 1:49,80 |
| 2015 | Młodzieżowe mistrzostwa Europy | Tallinn   | bieg na 800 metrów | półfinał   | 1:49,88 |
| 2016 | Mistrzostwa Europy             | Amsterdam | bieg na 800 metrów | półfinał   | 1:49,92 |
| 2017 | Uniwersjada                    | Tajpej    | bieg na 800 metrów | półfinał   | 1:49,45 |